# Shiro Kikuhara
Shiro Kikuhara (菊原 志郎, Kikuhara Shiro, Kanagawa, 7 juli 1969) is een Japans voormalig voetballer die als middenvelder speelde.

## Carrière
Shiro Kikuhara speelde tussen 1985 en 1996 voor Verdy Kawasaki en Urawa Red Diamonds.

## Japans voetbalelftal
Shiro Kikuhara debuteerde in 1990 in het Japans nationaal elftal en speelde 5 interlands.

## Statistieken
| Japans voetbalelftal | Japans voetbalelftal | Japans voetbalelftal |
| Jaar                 | Wed.                 | Dlp.                 |
| -------------------- | -------------------- | -------------------- |
| 1990                 | 5                    | 0                    |
| Totaal               | 5                    | 0                    |